# 코디 벨린저
코디 제임스 벨린저(Cody James Bellinger, 1995년 7월 13일 ~ )는 미국의 프로 야구 선수로 메이저 리그 베이스볼의 뉴욕 양키스의 1루수이자 외야수이다. 벨린저는 2013년 메이저 리그 베이스볼 드래프트에서 4번째 라운드에서 다저스에 의하여 드래프트되었고 2017년 자신의 메이저 리그 데뷔를 하였다. 그는 2017년 올스타와 내셔널 리그의 "올해의 신인 선수"로 임명되었고 2019년 내셔널 리그 MVP 상을 수상하였다. 벨린저는 또한 메이저 리그에서 활약한 클레이 벨린저의 아들이다.

## 어린 시절
애리조나주 스코츠데일에서 태어난 벨린저는 뉴욕 양키스의 팬으로 자라왔다.
챈들러를 위하여 2007년 리틀 리그 월드 시리즈에서, 그리고 거기에 있는 해밀턴 고등학교에서 고등학교 야구를 활약하였다. 그는 2013년의 롤링스-퍼펙트 경기 두 번째 올아메리칸 팀이었다. 자신의 타구 능력으로 주로 알려진 동안 벨린저는 또한 자신의 고등학교를 위하여 투수를 맡았고 국내 토너먼트에서 10개의 스트라이크아웃과 함께 4 안타, 완봉승을 던졌다.

## 프로 경력

### 마이너 리그

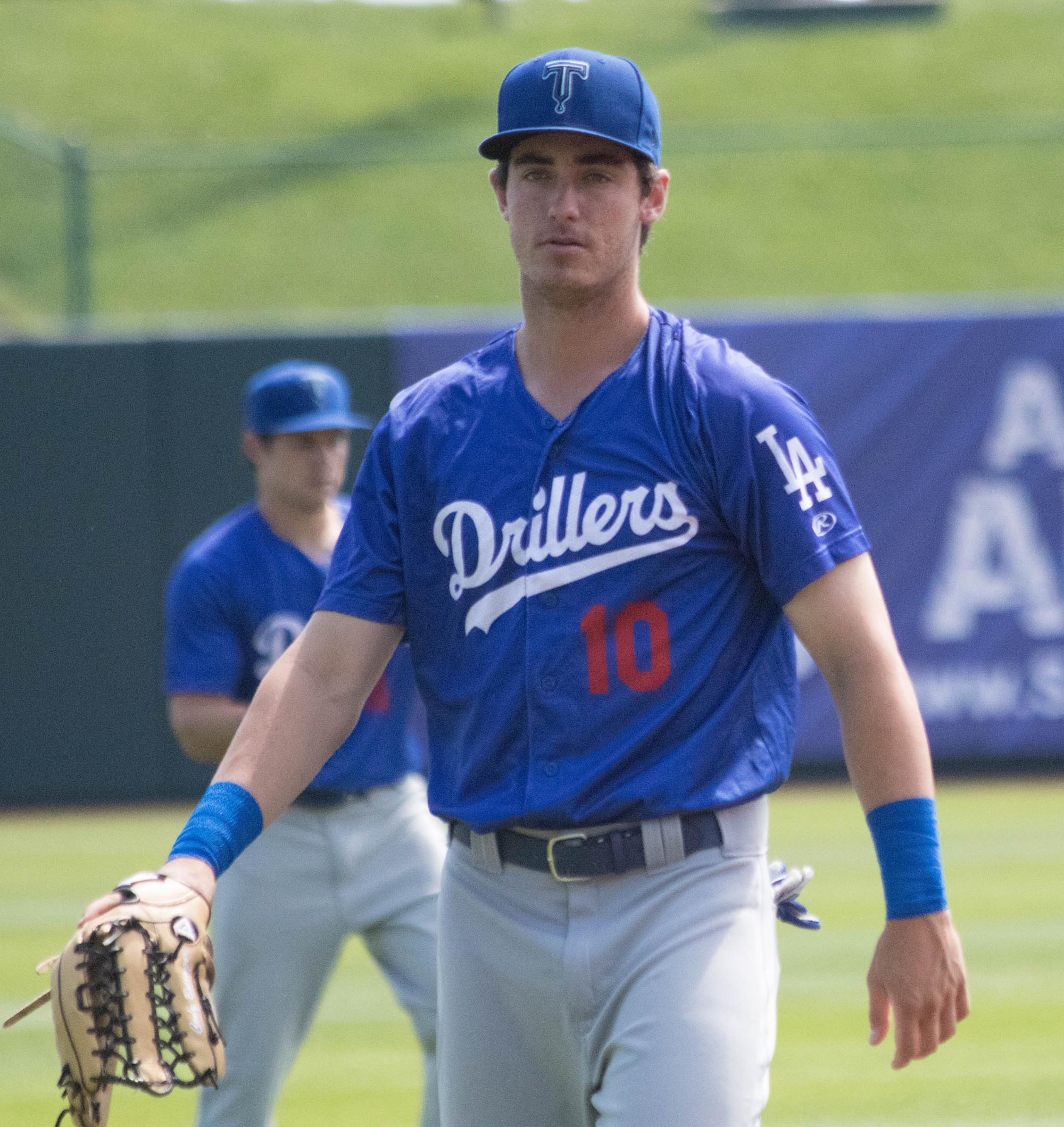
털사 드릴러스 소속 시절의 벨린저

벨린저는 2013년 메이저 리그 베이스볼 드래프트의 4번째 라운드에서 로스앤젤레스 다저스에 의하여 드래프트되었고, 오리건 대학교에서 대학 야구를 하는 데 구두 약속에 불구하고 70만 달러를 위하여 6월 13일 그들과 계약을 맺었다. 그는 애리조나 리그 다저스와 프로 데뷔를 하여 195개의 본루 출연에서 .210 점을 타구하였다. 그는 자신의 첫 프로 시즌에 어떤 접촉하기 어려움을 가져 47개의 경기에서 46번이나 스트라이크아웃을 시켰으나 스카우트들은 그가 약속을 보였고 많음 힘의 잠재력을 가졌다고 말하였다
2014년 그는 파이오니어 리그의 오그덴 랩터스로 승진되었고 여름 일찍이 어깨 부상과 다루었음에 불구하고 그는 랩터스를 위하여 46개의 경기에서 .328 점을 타구하였다. 2015년 그는 란초 쿠카몽가 퀘이크스와 활약하여 포스트시즌 올스타 팀은 물론 미드 시즌의 캘리포니아 리그 올스타 팀으로 선발되었다. 128개의 경기에서 그는 30개의 홈런과 함께 .264 점을 쳐 득점 (97)과 타점 (103)에서 리그를 이끌었다. 그는 2016년 다저스의 스프링 트레이닝으로 논로스터 초청이 주어졌다. 벨린저는 2016년 시즌을 시작하는 데 텍사스 리그에서 더블 A 털사 드릴러스로 지정되었다 털사를 위하여 114개의 경기에서 그는 23개의 홈런 (리그에서 3위), 59개의 볼넷 (리그에서 3위를 위한 동점)과 65개의 타점 (리그에서 9위)과 함께 .263 점을 쳐 트리플 A 오클라호마시티 다저스로 후반 시즌 승진을 얻었으며 11개의 타수와 3개의 홈런에서 6개의 안타를 가졌다. 벨린저는 시즌 후에 애리조나 폴 리그의 글렌데일 데저트 독스로 지정되었고, 그는 리그에서 최고 전망 선수들의 가을 스타 경기에 참가하였다.
벨린저는 2017년 시즌을 오클라호마시티와 시작하였고, 4월 25일 처음으로 메이저 리그로 소집되었다.

### 로스앤젤레스 다저스

#### 2017년:내셔널 리그 신인 선수와 월드 시리즈

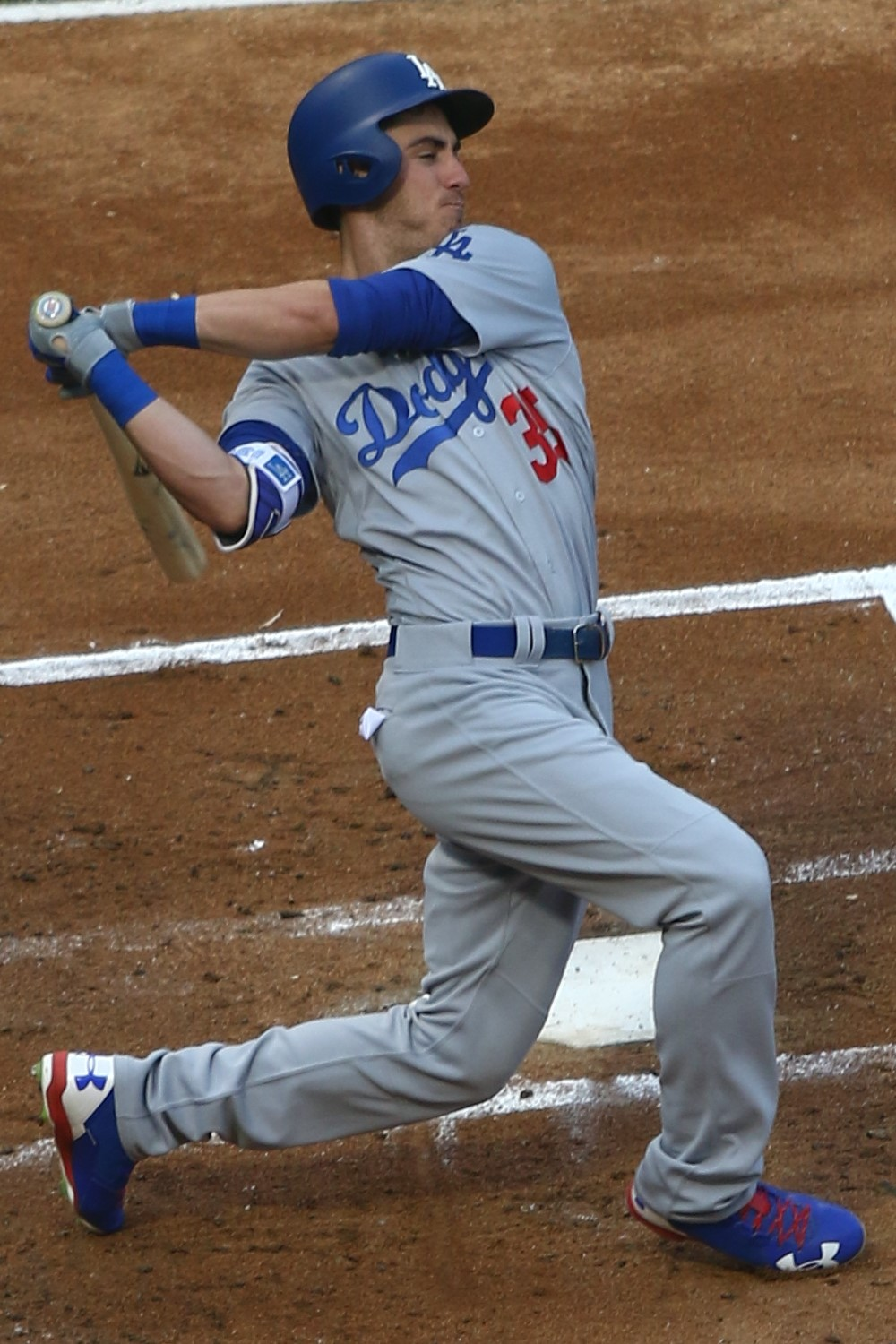
2017년의 벨린저

2017년 4월 25일 샌프란시스코 자이언츠를 상대로 자신의 메이저 리그 데뷔에서 벨린저는 좌익수에서 시작하였고 고의의 4구와 함께 3개의 타수에서 하나의 안타를 가졌다. 그는 치코 페르난데스, 딕 넨에 이어 자신의 데뷔에 고의적으로 4구에 들어가는 데 역사상 겨우 3번째 다저스 선수였다. 벨린저의 첫 메이저 리그 안타는 같은 경기의 9번째 이닝에서 닐 라미레스에 내야수 1루타였다. 벨린저는 4월 29일 필라델피아 필리스의 재크 에플린에 자신의 첫 메이저 리그 홈런을 쳤고 같은 경기에서 이번에는 엑토르 네리스에 두번째 홈런을 치면서 이어졌다. 그는 자신의 첫 5개의 출발을 따라 2개의 홈런 경기와 함께 한 겨우 3번째 다저스 선수였으며 찰리 길버트 (1940년)와 야시엘 푸이그 (2013년)에 가입하였다. 그는 경력 사상 5개의 타점 날의 일부로서 5월 6일 샌디에고 파드리스의 미겔 디아스에 자신의 첫 그랜드슬램을 쳤다. 그는 자신의 첫 11개의 경기 안에서 5개의 홈런을 치는 데 첫 다저스 선수였다 벨린저는 5월의 첫주를 위하여 "이번주의 내셔널 리그 선수"로 임명되었다. 5월에 9개의 홈런과 함께 벨린저는 역월에 다저스의 신인 선수에 의한 가장 많은 홈런으로 작 피더슨 (2015년 5월)과 제임스 로니 (2007년 9월)와 함께 삼자 동점으로 들어갔다. 그는 5월을 위하여 "이번달의 내셔널 리그 신인 선수"로 임명되었다.
6월 11일 벨린저는 신시내티 레즈를 상대로 2개의 홈런을 치고 그러고나서 2004년 시즌에 아드리안 벨트레 이래 연속 경기에서 2개의 홈런을 치는 첫 다저스 선수가 되는 데 6월 13일 클리블랜드 인디언스를 상대로 다저스의 다음 경기에서 다시 그렇게 하였으며 자신의 첫 45개의 경기에서 4개의 다수 홈런 경기를 가져 그것을 성취하는 데 메이저 리그 베이스볼 역사상 가장 빠른 선수가 되어 1978년 63개의 경기에서 그렇게 하는 데 밥 호너를 앞섰다. 그는 6월 19일 뉴욕 메츠를 상대로 한 경기에서 다시 2개의 홈런을 쳤고, 진행에서 20개의 홈런을 치는 데 가장 빠른 선수들을 위하여 월리 버거와 게리 산체스와 동점을 매겼다. 6월 20일 벨린저는 10 경기 범위에서 10개의 홈런과 함께 메이저 리그 베이스볼 역사상 첫 신인 선수가 되었다. 그는 6월 25일 콜로라도 로키스를 상대로 자신의 6번째 다수 홈런 경기를 가져 다저스 신인 선수 신기록을 세우는 데 마이크 피아자를 통과하였다. 그주에 자신의 활약으로 그는 자신의 두번째 "이번주의 선수" 상을 수상하였다. 벨린저는 예비 선수로서 2017년 메이저 리그 베이스볼 올스타전으로 임명되었다. 그는 또한 홈런 더비에도 나가 결국적 우승자 에런 저지에게 떨어지기 전에 두번째 라운드로 진출하였다. 7월 15일 그는 마이애미 말린스를 상대로 사이클링 히트를 쳐 그렇게 하는 데 프랜차이즈 역사상 첫 신인 선수가 되었다. 9월 2일 그는 다저스의 신인 선수 기록을 위하여 마이크 피아자에 동점을 매기는 데 자신의 시즌의 35번째 홈런을 쳤다 이어진 날에 그는 기록을 깼다. 그는 9월 16일 자신의 38번째 홈런을 쳤을 때 내셔널 리그 기록을 위하여 월리 버거와 프랭크 로빈슨과 동점을 매겼다. 그는 9월 22일 자이언츠를 상대로 자신의 39번째 홈런을 쳤다.
메이저 리그에서 자신의 첫 시즌에서 벨린저는 .267의 타구 평균, 39개의 홈런과 97개의 타점과 함께 132개의 경기에서 활약하였다. 그는 스포팅 뉴스 "올해의 내셔널 리그 신인 선수"로서 선발되었다. 그는 .219의 타구 평균, 3개의 홈런과 9개의 타점과 함께 포스트시즌에서 다저스의 15개 경기 전부에서 활약하였다. 그는 또한 64개의 타수에서 29번이나 스트라이크아웃을 시켰다. 2017년 월드 시리즈의 5번째 경기에서 벨린저는 5번째 이닝에서 타구로 와서 1루에 2명의 다저스 선수들과 함께 하나의 홈런을 쳤다. 3점 홈런은 일시적으로 다저스를 선두에 놓았다. 그는 29개, 월드 시리즈 홀로에서 17개의 스트라이크아웃과 함께 하나의 포스트 시즌에서 가장 많은 스트라이크아웃으로 메이저 리그 베이스볼 기록을 세웠다. 시즌 후에 그는 만장 일치로 "올해의 내셔널 리그 신인 선수"로서 투표되었다.

#### 2018년:내셔널 리그 챔피언십 시리즈 MVP
벨린저는 다저스의 2018년 정규 시즌의 163개의 경기 중에 162개에서 활약하여 1루 (110개의 경기, 85개의 출발 경기), 센터 (78개의 경기, 50개의 출발 경기), 우익 (5개의 경기)와 좌익 (1개의 경기)에서 출연하였다 그는 안타 (145개)와 다수 안타 경기 (41개)에서 팀을 이끌어 .814 OPS와 25개의 홈런 7개의 3루타, 28개의 2루타, 76개의 타점과 14개의 도루와 함께 .260/.343/.470 점을 돌진하였다. 4월 1일 그는 자신의 2018년 시즌의 첫 홈런을 쳤는 데 스태츠 퍼폼에 의하면 그의 경력의 40번째이자 겨우 136개의 경기에서 자신이 도달한 이정표이며 40개의 홈런을 치는 데 필요했던 3번째로 적은 경기들로 루디 요크 (129)와 마크 맥과이어 (110)를 추적하였다. PNC 파크에서 피츠버그 파이리츠를 상대로 6월 5일 ~ 7일 시리즈가 열린 동안 벨린저는 시리즈의 3개 경기의 각각에서 홈런을 쳤고, 그러고나서 이어진 날 자신 경력에서 처음으로 4연속 경기에서 4개의 홈런을 완료하는 데 다저 스타디움에서 애틀랜타 브레이브스를 상대로 또다른 홈런을 쳤다. 10월 1일에 열린 2018년 내셔널 리그 서부 타이브레이크 경기에서 벨린저는 4번째 이닝의 말기에서 2점 홈런을 쳤다. 벨린저는 12개의 다저스 포스트시즌 경기들의 전부에 나와 그해 내셔널 리그 페넌트를 우승하는 데 4번째 경기에서 자신의 14번째 이닝 끝내기 1루타와 밀워키 브루어스를 꺾은 7번째 경기의 두번째 이닝에서 자신의 진취적 2점 홈런 후에 2018년 내셔널 리그 챔피언십 시리즈 MVP로 임명되었다.

#### 2019년:내셔널 리그 MVP
2019년 벨린저는 뜨거운 시작에 도착하였고, 4월 26일 그는 자신의 시즌의 13번째 홈런을 치고 2008년 필리스와 함께 체이스 어틀리에 의하여 이전에 세워진 기록으로 88개의 총루타와 함께 메이저 리그 베이스볼 신기록을 세웠다. 그는 또한 그 기간에 가장 많은 홈런으로 다저스 기록을 위하여 맷 켐프를 통과하였다. 그의 14개의 홈런과 32개의 매긴 득점이 메이저 리그 베이스볼 기록을 동점 매겼던 동안 그의 97개의 총루타, 37개의 타점과 47개의 안타는 전부 메이저 리그 신기록을 설립하였다. 그는 그해 4월 자신의 첫 "이번달의 선수" 영예를 얻었다.
벨린저는 5월 중순으로 들어가 .400의 타구 평균을 내고 평균, 홈런 타점, 출루율, 장타율과 OPS에서 내셔널 리그 톱5에 전반을 끝냈다. 그는 2019년 올스타 경기에서 내셔널 리그를 위하여 우익수로서 투표되었고 올스타 경기가 열리기 전에 30개의 홈런과 함께 다저스 프랜차이즈 신기록을 세웠다.
7월 24일 벨린저는 볼과 스트라이크들을 주장한 것으로 본루의 심판 댄 이아소냐에 의하여 자신의 경력 처음으로 퇴거되었다. 8월 2일 벨린저는 파드리스의 에릭 라우어에 자신의 100번째 경력 홈런을 쳤다. 그렇게 하면서 그는 그 업적을 성취하는 데 다저스 역사상 가장 빠른 선수가 되었다. 그는 자신의 401번째 경기에서 그렇게 하여 거기에 도달하는 데 422개의 경기를 가져간 마이크 피아자를 앞섰다. 8월 15일 겨우 24세의 나이에 벨린저는 한 시즌에 40개의 홈런을 치는 데 다저스 역사상 최연소 선수가 되었다.
벨린저슨 전부 경력 사상으로 .305의 타구 평균, 47개의 홈런과 115개의 타점과 함께 정규 시즌을 끝냈다. 그는 대체 선수 대비 승리 기여도 (9.0)와 고의의 4구 (21)에서 메이저 리그를 이끌었다. 2019년 방어에서 그는 19개의 수시 스탯 비율을 가져 우익수들 중에 메이저 리그에서 최고였다 시즌 후에 벨린저는 우익수와 다수 포지션 부문들 둘다에서 필딩 바이블 상을 수상하여 상을 수상하는 데 첫 다저스의 외야수이자 같은 시즌에서 2개를 이기는 데 첫 선수가 되었다. 그는 또한 우익수를 위한 롤링스 골드 글러브상을 수상하기도 하였다. 그는 또한 실버 슬러거 상을 수상하여 같은 시즌에 골드 글러브와 실버 슬러거 둘다 수상하는 데 역사상 겨우 5번째 다저스 선수가 되었다. 벨린저는 또한 내셔널 리그 MVP로 투표되었다.

#### 2020년:월드 시리즈 우승
2019년 이후 벨린저는 2020년 시즌을 위하여 다저스와 함께 1년 1억 1천 5백만 달러 계약으로 동의하였다. 그 계약은 중재의 그의 첫 해에 선수를 위하여 메이저 리그 베이스볼 신기록을 세웠다. 2020년 시즌은 코로나19 범유행으로 연기되었다. 짧아진 60개 경기 시즌은 7월 23일에 시작되었다.
벨린저는 56개의 경기에서 .239/.333/.455 (전부 경력 최저) 점을 쳤다. 그는 와일드 카드 시리즈에서 7개의 타수에서 2개, 내셔널 리그 디비전 시리즈가 열린 동안 12개의 타수에 하나의 홈런과 5개의 타점을 포함한 4개 그리고 내셔널 리그 챔피언십 시리즈가 열린 동안 25개의 타수에서 2개의 홈런과 5개의 타점과 함께 5개의 안타를 가졌다 그는 다저스를 2020년 월드 시리즈로 들어가는 데 추진한 진취적 솔로 홈런을 쳤으며 4년 만에 가을 클래식에서 팀의 3번째 출연이었다. 다저스가 탬파베이 레이스를 상대로 6개의 경기에서 우승한 월드 시리즈에서 벨린저는 하나의 홈런과 3개의 타점과 함께 .136 점을 쳤다. 시즌 후에 벨린저는 급여 중재를 피하는 데 다저스와 함께 1년, 1억 6천 1백만 달러의 계약을 맺었다.

#### 2021년:커리어 최악의 시즌
시즌 전 MVP 후보로까지 거론되며 기대가 컸지만 막상 시즌 뚜껑을 열어보니 이만큼의 먹튀도 없었다. 특히 전 시즌 직후 FA 계약에 성공하며 다저스의 프랜차이즈로 자리매김할 것으로 기대됐으나 장기계약 첫 시즌부터 타출장 .165 .240 .302, OPS .542, 10홈런 36타점 31볼넷 94삼진 bwar -1.5 이라는 메이저 전체를 놓고도 최악의 기록을 남기며 시즌을 마무리하게 되었다. 하지만 포스트시즌 12경기에서 OPS .906을 찍는 등 부활의 징조를 보이며 다음 시즌에 대한 기대감과 명예회복을 노릴 여지를 남겼다.

### 시카고 컵스
2022년 시즌을 마친 후인 11월 18일에 원소속팀이었던 로스앤젤레스 다저스로부터 방출을 통보 받았다. 이후 12월 7일에 시카고 컵스와 1년 1750만 달러의 계약을 체결하였다.

## 수상과 영예

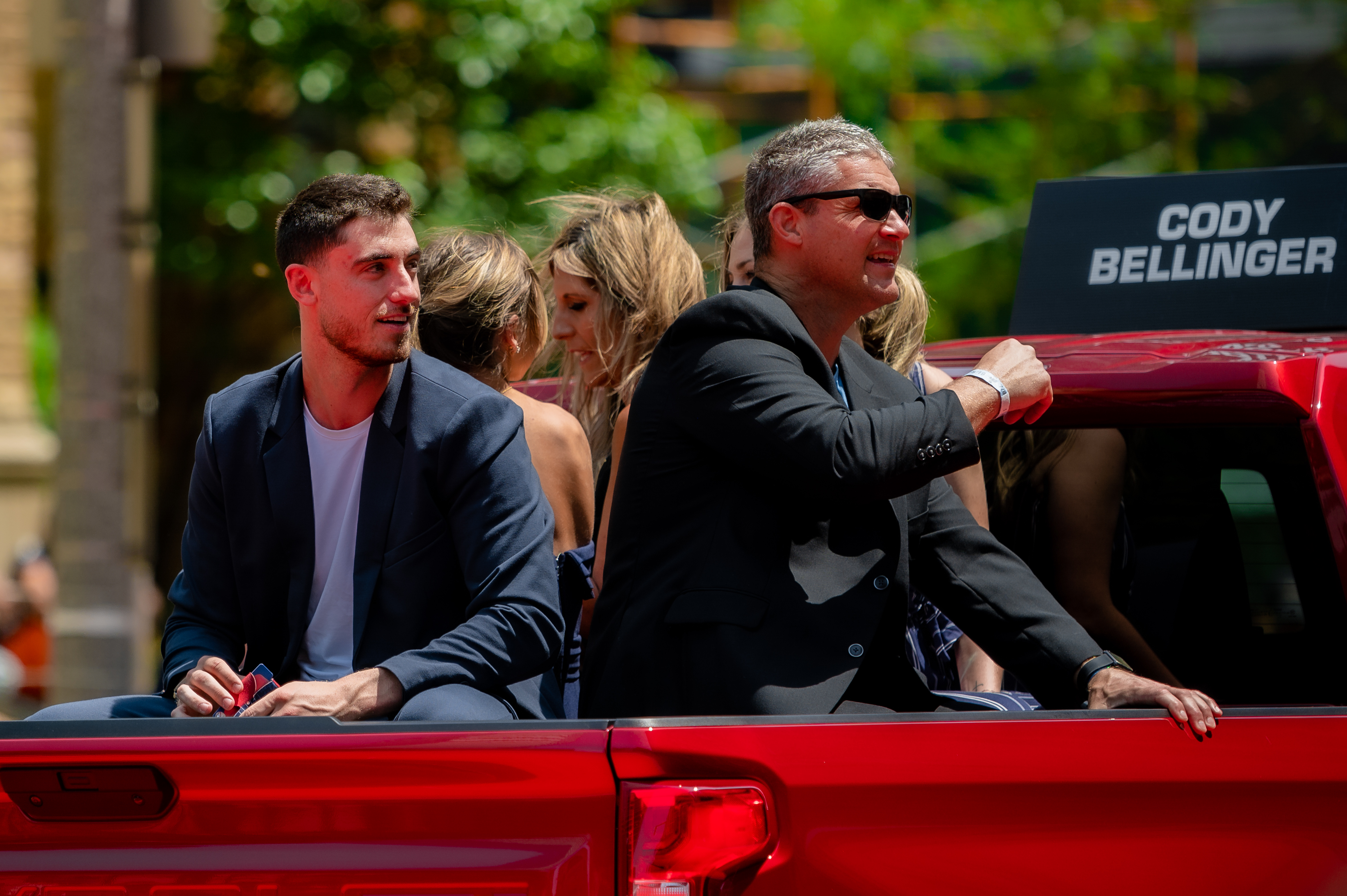
2019년 부친 클레이와 함께

- 애리조나 폴 리그 폴 스타 경기 참가 선수 (2016년)
- 캘리포니아 리그 미드시즌 올스타 (2015년)
- 캘리포니아 리그 포스트시즌 올스타 (2015년)
- 필딩 바이블 상 (우익수) (2019년)
- 필딩 바이블 상 (다수 포지션) (2019년)
- 로스앤젤레스 스포츠 위원회 올해의 스포츠맨 (2017년)
- 2회의 내셔널 리그 올스타 (2017년, 2019년)
- 내셔널 리그 챔피언십 시리즈 MVP (2018년)
- 내셔널 리그 MVP 상 (2019년)
- 3회의 내셔널 리그 이번주의 선수 (2017년 5월 1일 ~ 7일, 6월 19일 ~ 25일, 2019년 4월 1일 ~ 7일)
- 2회의 내셔널 리그 이번달의 신인 선수 (2017년 5월, 6월)
- 내셔널 리그 올해의 신인 선수 상 (2017년)
- 플레이어스 초이스 내셔널 리그 두드러진 신인 선수 (2017년)
- 롤링스 골드 글러브 상 (2019년)
- 실버 슬러거 상 (2019년)
- 스포팅 뉴스 올해의 내셔널 리그 신인 선수 (2017년)
- 탑스 올스타 루키 팀 (2017년)

## 개인 생활
벨린저의 가족은 프랑스, 독일과 그리스의 유산이며 그의 부친 클레이는 뉴욕 양키스와 애너하임 에인절스를 위하여 메이저 리그 베이스볼에서 활약하였다. 그의 동생 콜 벨린저는 2016년과 2017년 주립 선수권 경기 둘다에서 해밀턴 고등학교를 위한 우승 투수였으며 2017년 메이저 리그 베이스볼 드래프트에서 샌디에고 파드리스에 의하여 드래프트되었다.

## 연도별 타격 성적
| 연 도  | 소 속 | 경 기 | 타 석 | 타 수 | 득 점 | 안 타 | 2 루 타 | 3 루 타 | 홈 런 | 루 타 | 타 점 | 도 루 | 도 루 자 | 희 생 번 | 희 생 플 | 볼 넷 | 고 4 | 사 구 | 삼 진 | 병 살 타 | 타 율 | 출 루 율 | 장 타 율 | O P S |
| ------ | ----- | ----- | ----- | ----- | ----- | ----- | ------- | ------- | ----- | ----- | ----- | ----- | -------- | -------- | -------- | ----- | ---- | ----- | ----- | -------- | ----- | -------- | -------- | ----- |
| 2017년 | LAD   | 132   | 548   | 480   | 87    | 128   | 26      | 4       | 39    | 279   | 97    | 10    | 3        | 0        | 3        | 64    | 13   | 1     | 146   | 5        | .267  | .352     | .581     | .933  |
| 2018년 | LAD   | 162   | 632   | 557   | 84    | 145   | 28      | 7       | 25    | 262   | 76    | 14    | 1        | 0        | 3        | 69    | 9    | 3     | 151   | 7        | .260  | .343     | .470     | .813  |
| 2019년 | LAD   | 156   | 661   | 558   | 121   | 170   | 34      | 3       | 47    | 351   | 115   | 15    | 5        | 0        | 4        | 95    | 21   | 3     | 108   | 10       | .305  | .406     | .629     | 1.035 |
| 통산   | 3시즌 | 450   | 1841  | 1595  | 292   | 443   | 88      | 14      | 111   | 892   | 288   | 39    | 9        | 0        | 10       | 228   | 43   | 7     | 405   | 22       | .278  | .368     | .559     | .928  |

- 2019년 기준, 굵은 글씨는 리그 최고 성적.